# Ptolemaios (Kommagene)
Ptolemaios (altgriechisch Πτολεμαίος Ptolemaíos) war der erste König von Kommagene 163 v. Chr. 
Ptolemaios war armenisch-iranischer Herkunft und stammte aus der Dynastie der Orontiden. Er war von etwa 170 bis 163 Epistates von Kommagene. Als das Reich der Seleukiden, unter deren Herrschaft Kommagene stand, ab 163 auseinanderfiel, entschied sich Ptolemaios zur Revolte und erklärte Kommagene zum unabhängigen Königreich. Ptolemaios machte Samosata, die Hauptstadt der Provinz Kommagene, zur Hauptstadt.
Ptolemaios war ein Verwandter des Königs Mithridates I. und so auch verwandt mit der parthischen Königsdynastie. Nach einer Inschrift auf dem Berg Nemrut war er ein Nachfahre Dareios’ I. Ptolemaios starb 130 v. Chr. Der Name seiner Frau ist unbekannt. Sein Sohn und Nachfolger war Samos II. Theosebes Dikaios.